# John Tardy
John Tardy (15 marzo 1968) è un cantante statunitense.
È il  cantante degli Obituary, storico gruppo Death metal assieme al fratello Donald Tardy alla batteria.

## Discografia
- 1989 - Slowly We Rot
- 1990 - Cause of Death
- 1992 - The End Complete
- 1994 - World Demise
- 1997 - Back from the Dead
- 2005 - Frozen in Time
- 2007 - Xecutioner's Return
- 2009 - Darkest Day
- 2014 - Inked In Blood
- 2017 - Obituary

## Live
- 1998 - Dead

## Antologie
- 2001 - Anthology
- 2008 - The Best of Obituary

## Videografia
- 2007 - Frozen Alive